# Lugu i Love
Lugu i Love är en dal i Kosovo. Den ligger i den västra delen av landet, 90 km väster om huvudstaden Priština.